# Rüdersdorf (Kraftsdorf)
Rüdersdorf ist ein Ortsteil der Gemeinde Kraftsdorf im Landkreis Greiz in Thüringen.

## Geografie
Rüdersdorf liegt in einer Mulde  auf einer höher gelegenen Ebene nördlich der Bundesautobahn 4 und auch von Kraftsdorf entfernt. Über Kreisstraßen ist der Ortsteil hinab in das Tal des Erlbachs und über die Landesstraße 1070 mit dem Umland verbunden. Der landwirtschaftlich geprägte Ort verfügt über 1020 Hektar Gemarkungsfläche.

## Geschichte

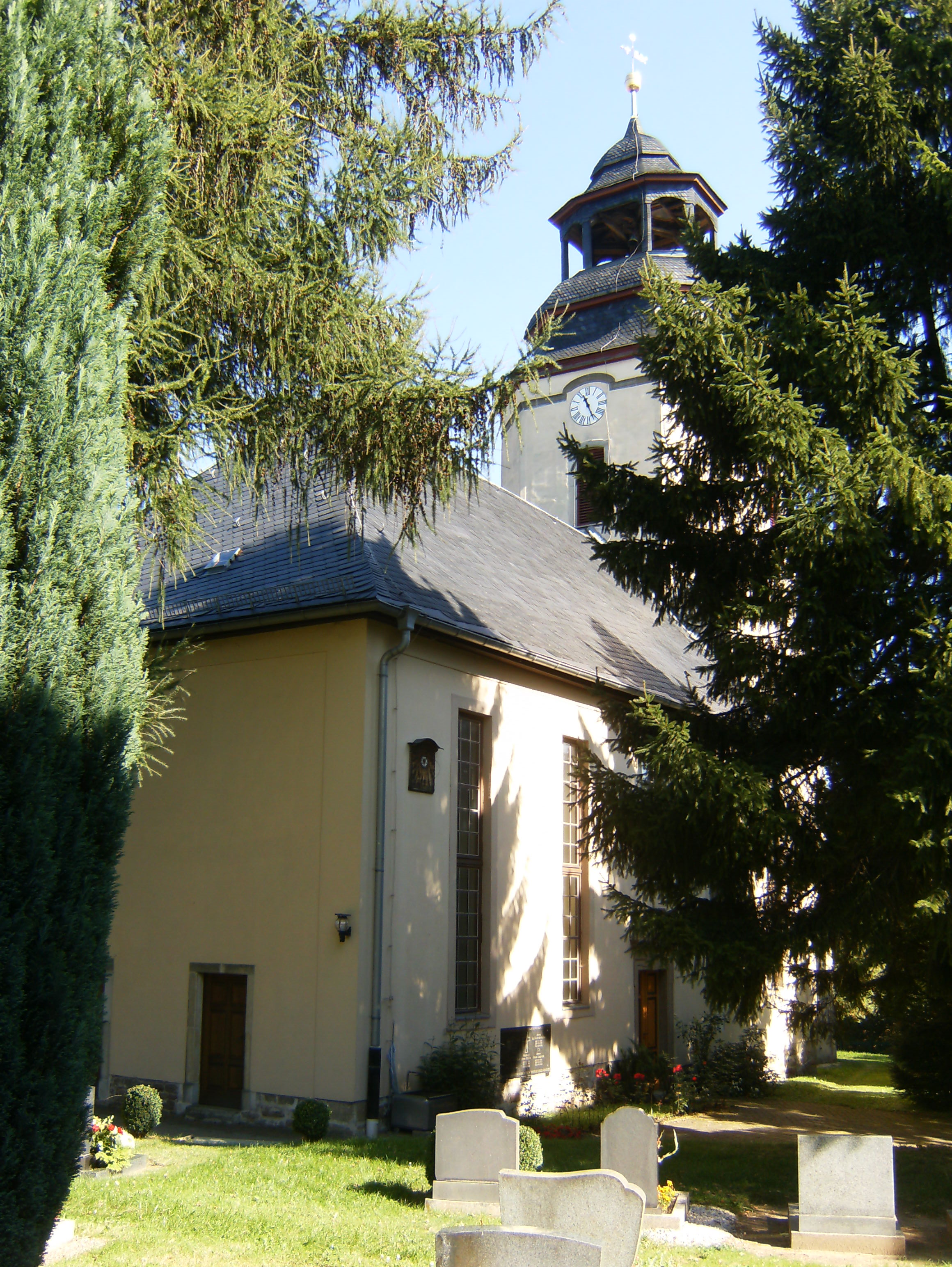
Die Kirche

Am 19. Februar 1160 wurde das Dorf erstmals urkundlich erwähnt.
Die Gemeinde bestand bis zur Gründung des Landes Thüringen im Jahr 1920 aus zwei Teilen, von denen einer zum Fürstentum Reuß jüngerer Linie, Herrschaft Gera (1919 mit 450 Einwohnern) und einer zum Fürstentum Sachsen-Altenburg, Kreisamt Eisenberg (266 Einwohner) gehörte. Am 1. Juli 1950 wurde die Gemeinde Grüna (1939: 105 Ew.) nach Rüdersdorf eingegliedert. Rüdersdorf selbst kam 1997 nach Kraftsdorf. Rüdersdorf gehörte bis Ende Juni 1994 zum Kreis Gera-Land und gehört seit der Kreisgebietsreform in Thüringen 1994 zum Landkreis Greiz.

## Sehenswürdigkeiten
Die Dorfkirche des Ortes ist weithin sichtbar. Rüdersdorf ist auch für seine Schalmeienkapelle bekannt.

## Bevölkerungsentwicklung
| Jahr | Einwohner | Jahr | Einwohner |
| 1910 | 786       | 1919 | 716       |
| 1925 | 903       | 1933 | 925       |
| 1939 | 908       | 1945 | 1358      |

Volkszählungsergebnisse

## Persönlichkeiten
- Christian Gottlieb Gruner (1816–1870), deutscher Gutsbesitzer und Politiker, Bürgermeister in Rüdersdorf ab 1855